# 扎卡拉瓦尔玛遗址
扎卡拉瓦尔玛遗址，位于中国青海省刚察县沙柳河镇，为青海省市县级文物保护单位，公布日期为1983年6月5日，类型为古遗址。
扎卡拉瓦尔玛遗址的历史年代为卡约文化。